# François Kosciusko-Morizet
Pour les autres membres de la famille, voir Famille Kosciusko-Morizet.
François Kosciuszko puis Kosciusko-Morizet, né le 16 août 1940 à Paris et mort le 4 août 2015 à Saint-Cloud,, est un homme politique français.

## Famille
François Kosciusko-Morizet est né le 16 août 1940 à Paris, de Jacques Kosciusko-Morizet (1913-1994), résistant, professeur d'université, diplomate et homme politique, et de Mariane Morizet (1914-2002), elle-même fille d'André Morizet (1876-1942), homme politique, sénateur et maire de Boulogne-Billancourt. Il est le frère de Jacques-Antoine Kosciusko-Morizet (1943), entrepreneur.
Marié le 6 juin 1970 à Orchaise avec Bénédicte Treuille, il est le père de quatre enfants :
- Caroline Kosciusko-Morizet (1971), ingénieur agronome, médiatrice familiale[5], épouse d'Emmanuel Jayet ;
- Nathalie Kosciusko-Morizet (1973), femme politique, députée de la quatrième circonscription de l'Essonne, ministre de l'Écologie, du Développement durable, des Transports et du Logement ;
- Pierre Kosciusko-Morizet (1977), entrepreneur Internet et cofondateur du site PriceMinister ;
- Étienne Kosciusko-Morizet (1987-2012), ingénieur chimiste.

## Carrière professionnelle

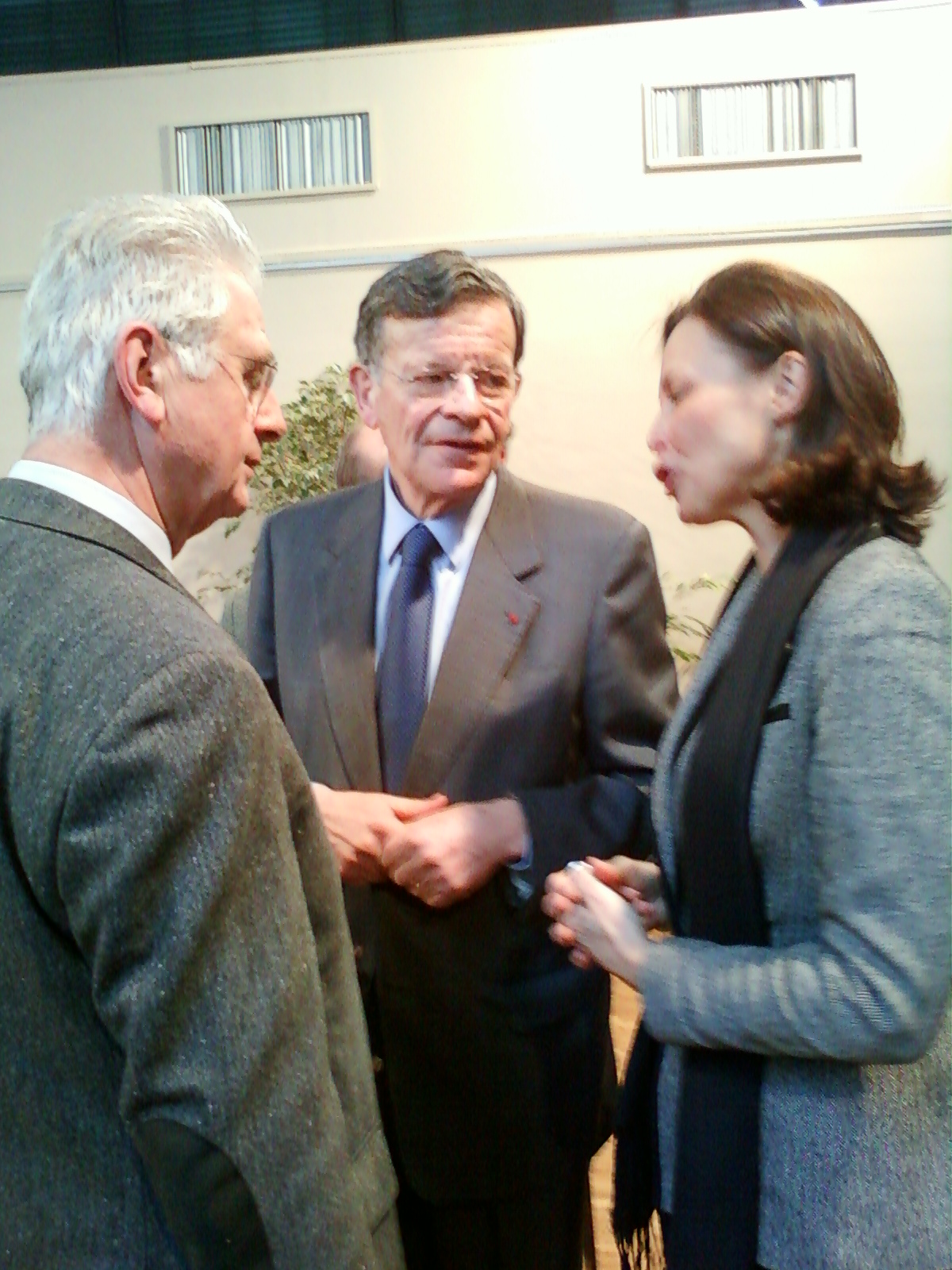
Au centre de la photo, François Kosciusko-Morizet lors des vœux du député Jean-Jacques Guillet en janvier 2011.

François Kosciusko-Morizet est polytechnicien,, ingénieur du corps des ponts et chaussées, diplômé de l'Institut d'études politiques de Paris et licencié ès sciences. Il commence sa carrière à l'institut d'aménagement et d'urbanisme de la région parisienne (1965-1969), puis il est chargé de l'arrondissement études et travaux neufs à la direction départementale de l'équipement du Val-de-Marne (1969-1971). Il est ensuite conseiller technique aux cabinets des ministres de l'Équipement successifs : Albin Chalandon, Olivier Guichard et Robert Galley de 1971 à 1976. Il est nommé directeur départemental de l'Équipement du Loiret de 1976 à 1978. Il exerce les fonctions de directeur de la qualité et de la sécurité industrielles au ministère de l'Industrie, Commissaire à la normalisation de 1979 à 1982, puis d'adjoint au directeur général de l'Industrie de 1982 à 1983.
Après ce début de carrière dans l'administration publique, il rejoint la société Framatome (1983-1986) en qualité de directeur, puis Technip en qualité de directeur général (1986-1989) avant de devenir directeur du développement du groupe Setec (1989-1991) et directeur général de la Foncière Champs-Élysées Promotion (FCEP-Banque Indosuez) de 1991 à 1993.
Nommé délégué interministériel à la Coupe du monde de football de 1998 (1993-1995), il supervise la construction du Stade de France avant que le nouveau gouvernement ne change la fonction de titulaire.
Il est élu maire de Sèvres en 1995, succédant au sortant UDF-CDS Jean Caillonneau. Lors des élections régionales de 2004 en Île-de-France il est en 13e position sur la liste de la droite et du centre dans le département des Hauts-de-Seine. Il n'est, le soir du second tour, pas élu. Cependant, les deux têtes de liste (André Santini et Isabelle Debré) ayant démissionné pour cause de cumul des mandats, il devient conseiller régional en décembre 2004. Dès lors, il siège dans le même conseil que sa fille Nathalie Kosciusko-Morizet, elle-même élue en Essonne. Il démissionne à son tour de cette fonction en 2006 quand il est élu conseiller général du canton de Sèvres. Élu vice-président du Conseil général, il y suit le dossier du Grand Paris aux côtés de Patrick Devedjian dans une optique de défense des prérogatives des maires contre l'intercommunalité.
Il est nommé commissaire du gouvernement pour les ports autonomes de la Seine de 1997 à 2004, puis pour les ports de Rouen et du Havre jusqu'en 2006. Depuis 2003, il est président de la Mission interministérielle pour la qualité des constructions publiques au Ministère de la culture. Sa dernière mission en qualité d'ingénieur général des Ponts et Chaussées aura été d'animer en 2005 une mission visant à relancer le projet de maintien du caractère maritime du mont Saint-Michel, le projet Saint-Michel.
Il est hospitalisé le 23 novembre 2013 à la suite d'un accident vasculaire cérébral.
Il meurt le 4 août 2015 à Saint-Cloud. Il repose au cimetière des Bruyères (Sèvres).

## Carrière politique
- Conseiller général des Hauts-de-Seine (canton de Sèvres) de 2006 à mars 2015 et vice-président du conseil général des Hauts-de-Seine de 2008 à 2015.
- Vice-président de Paris Métropole.
- Conseiller régional d'Île-de-France (département des Hauts-de-Seine) de décembre 2004 à février 2006.
- Conseiller municipal de Sèvres de 1989 à 1995.
- Maire Divers droite puis UMP[10] de Sèvres de 1995 à 2014.
- Vice-président de la communauté d'agglomération Grand Paris Seine Ouest jusqu'en mars 2014.
- Président du syndicat mixte pour l'assainissement de la vallée du ru de Marivel[11] jusqu'en mars 2014.
- Vice-président du syndicat interdépartemental pour l'assainissement de l'agglomération parisienne[12] jusqu'en mars 2014.
- Premier vice-président délégué du syndicat mixte du parc nautique de l'Île de Monsieur[13] jusqu'en mars 2014.

François Kosciusko-Morizet a été condamné pour diffamation publique envers Roger Fajnzylberg, ancien maire de Sèvres, dans un jugement du 7 juin 2005 par la 14e chambre correctionnelle de Nanterre.

## Décorations
- Officier de la Légion d'honneur[15].
- Commandeur de l'ordre national du Mérite, au titre du ministère de l'Équipement[16].